# ワイズホールディングス
株式会社ワイズホールディングスは、株式会社ヤマシナなどを傘下に有する、京都市山科区に本社をおく持株会社。東証スタンダード上場。VTホールディングスの持分法適用関連会社。

## 概要
ヤマシナは、十字穴付きネジを初めて国産化したメーカーであり、日本のネジメーカーの老舗として業界では知られる。また、政府要請により戦後いち早くタッピンネジの国産化にも着手したとされる。
昭和30年代には、工業標準化と品質管理の実施優良工場として、大阪通商産業局長賞や工業技術院長賞を受賞し、技術優位の会社としてその事業基盤を固め現在に至る。
自動車や弱電市場に対し、高い性能を有するボルトやねじを製造販売している。特に世界の有力メーカーとライセンス契約を結び同社で製造している樹脂用タッピンネジ「デルタPT」やCORFLEXと呼ばれる高周波焼入れを施した金属用タッピンボルト「タップタイト2000」には高い定評がある。研究開発活動も盛んで、高強度アルミボルトやCFRP用インサートナット、薄鋼板用タッピンネジなど、ものづくりの軽量化と総コストの低減につながる製品開発を進めている。
中国やタイなどの世界展開を視野にM&Aにも積極的である。

## 沿革
- 1917年 - 資本金100万円をもって京都市山科区において「株式会社山科精工所」を創立。
- 1949年 - 十字穴付きネジの初の国産化に成功。
- 1962年9月 - 大阪証券取引所（2部）、京都証券取引所に株式上場。
- 2000年 - 「株式会社山科精工所」から「株式会社ヤマシナ」に社名変更。
- 2002年 - タイ国ねじメーカーのバンコク･ファスニングCo.と合併会社ヤマシナ･バンコク･ファスニングCo.を設立。
- 2010年 - 中国ねじメーカーのイーグル社と技術および製造提携契約を締結。中国での現地製造供給を開始。
- 2013年7月 - 大阪証券取引所と東京証券取引所の現物市場の統合に伴い東京証券取引所市場第二部に株式上場。
- 2014年9月 - 精密バネメーカーLADVIKの株式を100%取得し、子会社化。
- 2024年10月1日 - 持株会社となり株式会社ワイズホールディングスに商号変更[2]、傘下の事業会社として株式会社ヤマシナを新設し事業を継承させた[3][4]。

## 関係会社
連結子会社
- 株式会社ヤマシナ
- 三陽工業株式会社
- 株式会社LADVIK
- 三陽電線加工株式会社
- 株式会社山添製作所
- 中国山科サービス株式会社
- ヤマヤエレクトロニクス株式会社

その他の関係会社
- VTホールディングス株式会社